# Centromerus longibulbus
Centromerus longibulbus är en spindelart som först beskrevs av James Henry Emerton 1882.  Centromerus longibulbus ingår i släktet Centromerus och familjen täckvävarspindlar. Inga underarter finns listade i Catalogue of Life.